# Новгородківська сільська рада
| Новгородківська сільська рада — колишній орган місцевого самоврядування у Мелітопольському районі Запорізької області з адміністративним центром у с. Новгородківка. Історична дата утворення: в 1920 році. Сільській раді підпорядковані населені пункти: - с. Новгородківка - с. Високе - с-ще Малий Утлюг - с. Маяк - с. Новоякимівка - с-ще Степне |

## Склад ради
Рада складається з 18 депутатів та голови.

### Керівний склад ради
| ПІБ                       | Основні відомості                                                    | Дата обрання | Дата звільнення |
| ------------------------- | -------------------------------------------------------------------- | ------------ | --------------- |
| Швігл Ярослав Ярославович | Сільський голова, 1954 року народження, освіта, член Партії регіонів | 26.03.2006   | 31.10.2010      |

Примітка: таблиця складена за даними джерела